# Савёлов, Дмитрий Иванович
Дмитрий Иванович Савёлов (1902, Ардатов, Симбирская губерния — 1982, Москва) — советский военный, государственный и политический деятель, генерал-майор береговой службы.

## Биография
Родился 8 ноября 1902 года в городе Ардатов Ардатовского уезда Симбирской губернии (ныне административный центр Ардатовского района Республики Мордовия).
В 1920 году окончил 3-х годичные педагогические курсы.
В РККА с 15 мая 1920 года. В РККФ с 1922 года. Член ВКП(б) с 1921 года.
Участник Гражданской войны с мая по август 1920 года на Польском фронте.
С ноября 1922 по октябрь 1923 года - краснофлотец.
С октября 1923 по апрель 1924 года - курсант класса шкиперов объединенной школы УО МСБМ. С апреля по октябрь 1924 года - политрук Кронштадтского морского госпиталя, с октября 1924 по май 1925 года - политрук артиллерийской школы, с мая 1925 по октябрь 1927 года - политпреподаватель артиллерийской школы.
С октября 1927 по март 1928 года - слушатель параллельных классов при Военно-морском училище имени М.В. Фрунзе. С марта 1928 по февраль 1930 года - политрук артшколы УО, с февраля 1930 по февраль 1932 года - военком тренировочного отряда 4-й авиабригады, с февраля 1932 по октябрь 1933 года - военком отдельного авиаотряда МСБМ.
С октября 1933 по июнь 1937 года - слушатель авиационного факультета Военно-политической академии имени В.И. Ленина. С июня по сентябрь 1937 года - заместитель начальника, с сентября по ноябрь 1937 года - начальник политотдела, с ноября 1937 по январь 1938 года - военком 105-й бригады ВВС КБФ. С января по май 1938 года - старший инспектор политуправления ВМФ. С мая 1938 по январь 1939 года - заместитель начальника, с января 1939 по октябрь 1943 года - начальник Политуправления Тихоокеанского флота.
С октября по декабрь 1943 года находился в распоряжении Главного политического управления ВМФ.
Участник Великой Отечественной войны. С декабря 1943 по октябрь 1944 года - заместитель начальника Политуправления Черноморского флота. С октября 1944 по март 1945 года - начальник политотдела Академии кораблестроения и вооружения ВМФ в Ленинграде. Одновременно с октября 1944 по 23 марта 1945 года - замполит и начальник политотдела Таллинского морского оборонительного района КБФ. С 23 марта по март 1946 года - начальник политотдела Юго-Западного морского оборонительного района (ЮЗМОР) Краснознамённого Балтийского флота.
С марта 1946 по апрель 1951 года - начальник политотдела Военно-медицинской морской академии.
С апреля 1951 по август 1952 года - слушатель курсов переподготовки политсостава при Военно-политической академии имени В.И. Ленина.
С августа 1952 по май 1953 года - замполит начальника Медицинского управления, с мая 1953 по май 1955 года - замполит начальника Управления снабжения, эксплуатации и ремонта вооружения ВМС. С мая по июнь 1955 года находился в распоряжении политуправления ВМФ. С июня 1955 по май 1956 года - ответственный секретарь парткомиссии при политуправлении ВМФ . С мая по июль 1956 года находился в распоряжении политуправления ВМФ.
С 20 июля 1956 года в запасе. 
Делегат XVIII съезда ВКП(б).
Умер 24 февраля 1982 года в Москве. Похоронен на Кунцевском кладбище Москвы.
Воинские звания
Бригадный комиссар (13.08.1938);
Дивизионный комиссар (08.08.1940);
Генерал-майор береговой службы (13.12.1942).